# Parafia św. Jerzego w Antwerpii
Parafia św. Jerzego Zwycięzcy – pierwotnie etnicznie rosyjska parafia w Antwerpii, jedna z 9 placówek duszpasterskich w dekanacie Beneluksu Arcybiskupstwa Zachodnioeuropejskich Parafii Tradycji Rosyjskiej Patriarchatu Moskiewskiego. 
Językiem liturgicznym parafii jest niderlandzki, obowiązuje w niej kalendarz gregoriański.
Obowiązki proboszcza pełni ks. Theodoor van der Voort.